# Hawley (Hampshire)
Hawley ist ein Dorf im District Hart im Nordosten Hampshires.

## Lage
Hawley grenzt im Norden an das Dorf Blackwater. Es liegt am westlichen Rand des Blackwater Valley, etwa 5 Kilometer (3 Meilen) nördlich von Farnborough. Östlich liegt in etwa 3 Kilometern (2 Meilen) Entfernung Camberley. London liegt etwa 53 Kilometer (33 Meilen) in nordöstlicher Richtung. Im Süden grenzt Hawley an das Dorf Cove.

## Geschichte
Zum ersten Mal schriftlich erwähnt wurde Hawley im Jahr 1248 als Halely, Halle und Hallee, ab 1280 dann als Hallegh. Der Ort tauchte als Hallie und Halley in Dokumenten betreffend das Domkapitel der Kathedrale von Winchester in den Jahren 1541 bis 1547 auf. Der Name geht auf den Begriff ‘’Healhleah’’ oder Healhaleah zurück. Dieser bedeutet im Alt- und Mittelenglisch Lichtung oder Weide am Kap oder hervorstehende Ecke der Verwaltungseinheit. Historical spellings also include Hawleye, Halle and Hallie. Das Gebiet um Yateley und Hawley wurden 1567 dem Rittergut von Crondall zugeschlagen. The Parish of Hawley was created out of the Parish of Yateley in 1838.

## Politik
Das Blackwater and Hawley Town Council nimmt als demokratisch legitimiertes Organ die Interessen der Einwohner von Hawley war. Gegründet als Hawley Parish Council im Jahr 1894 bestand das Gremium ursprünglich aus 14 Mitgliedern. 1991 wurde die Zahl auf sieben reduziert. Zum 1. März 1995 wurden die Vertretungen von Hawley und Blackwater zum Blackwater and Hawley Town Council zusammengefasst, das seit 2011 acht Mitglieder hat. Bei den Wahlen zum House of Commons gehört Hawley zum Wahlkreis Aldershot. Dieser wird seit 2017 von Leo Docherty, einem Abgeordneten der Conservative Party vertreten.

## Kultur und Sehenswürdigkeiten

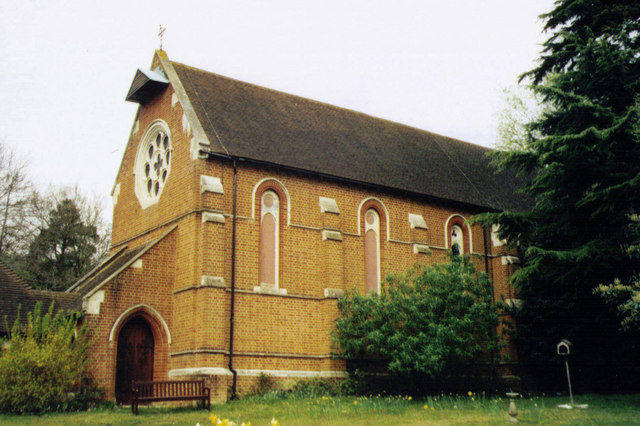
Die alte All Saints Church in Hawley

### Bauwerke
Die Pfarrkirche von Hawley wurde 1837 im neugoritschen Stil erbaut. Eine Erweiterung erfolgte 1857 durch John Clacy aus Reading. Bereits sechs Jahre später erfolgte der weitere Ausbau, bei dem der Architekt Charles Buckeridge  einen Triumphbogen, ein Kreuzrippengewölbe und eine Apsis zufügte. Der Kirchturm wurde 1882 erbaut. Seit 1987 steht das Gebäude unter Denkmalschutz.
Mit der All Saints’ Church, South Hawley findet sich in der Chapel Lane, Ecke Fernhill Road, ein weiteres Kirchengebäude. Diese Kirche geht auf eine Kapelle zurück, die 1881 errichtet wurde. Ursprünglich bestand der Bau aus einem einzelnen Kirchenschiff, einer Absis und einem Sanktuarium. 1890 wurde eine Sakristei und 1902 ein Portal angefügt. Die Kirche ging 1955 in den Besitz der Church of England über und wurde am 8. Mai 1955 durch den Bischof von Guildford geweiht. 1976 wurde die Gemeinde aufgelöst und ist seither im ‘‘All Saints‘ Church and Center‘‘ untergebracht. Das Kirchengebäude steht heute leer und ist ungenutzt.

### Grünflächen und Naherholung

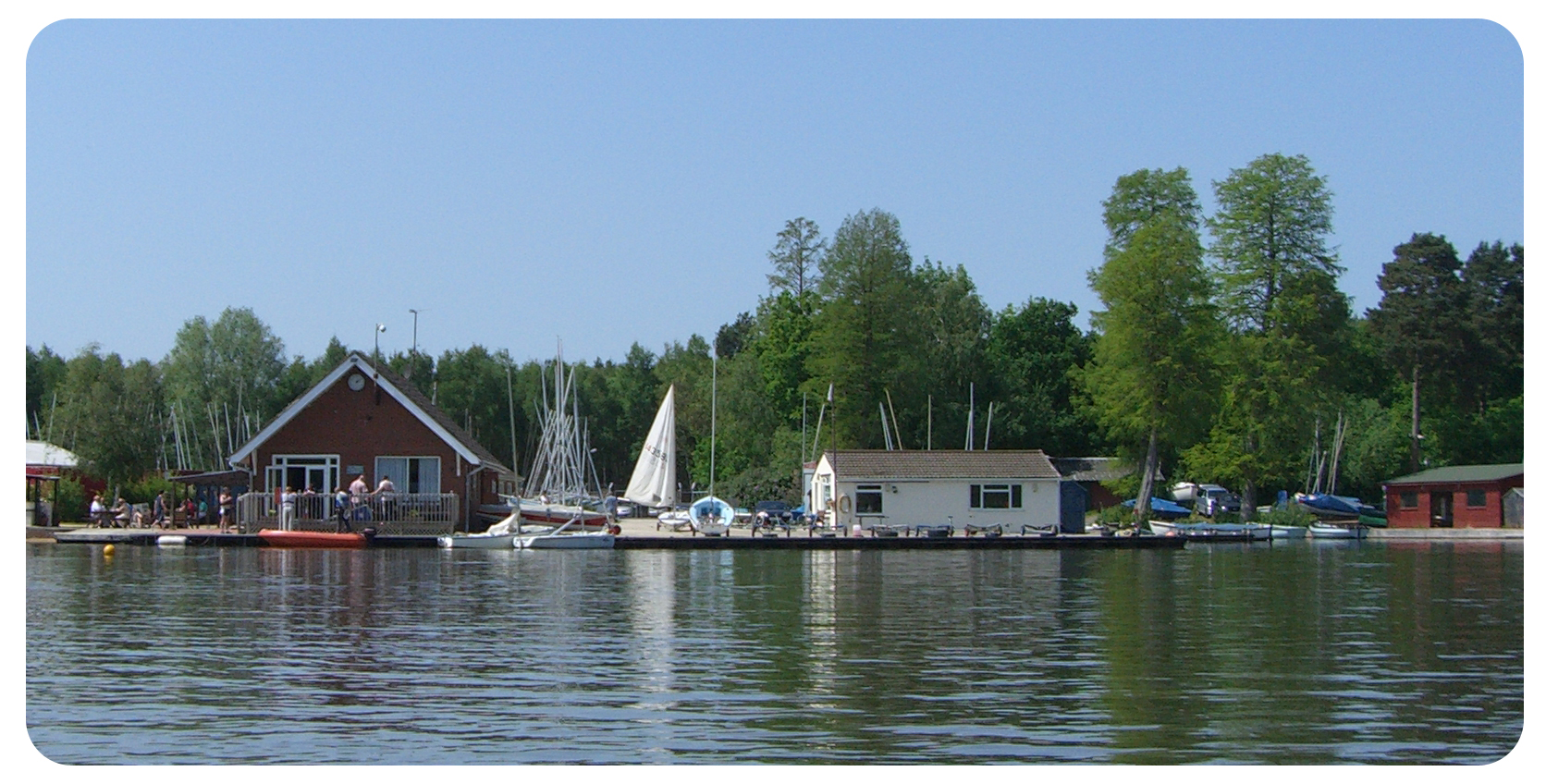
Hawley Lake Sail Training Centre

Etwa 3 Kilometer (2 Meilen) westlich des Ortskerns befindet sich Hawley Lake. Dieser See wird von der British Army als Segelrevier genutzt, steht aber auch Privatpersonen offen. Hawley Meadows ist ein Überflutungsschutzgebiet, das zugleich zahlreichen Tierarten Schutz bietet.

### Hawley als Drehort
Hawley und seine Umgebung diente schon bei zahlreichen Fernseh- und Kinofilmen als Drehort. So wurden in den Wäldern von Hawley etwa Szenen des James-Bond-Films Stirb an einem anderen Tag, die in der koreanischen demilitarisierten Zone spielen, gedreht. Auch Dreharbeiten zu Johnny English – Jetzt erst recht! und Avengers: Age of Ultron fanden in Hawley statt.

## Infrastruktur

### Bildung
In Hawley finden sich zwei Schulen. Die 1845 gegründete Hawley Primary School ist eine Grundschule für Mädchen und Jungen im Alter zwischen 4 und 11 Jahren. Sie wird zurzeit von 315 Schülern in 11 Klassen besucht. Die Hawley Place School ist eine private Einrichtung, die einen Kindergarten umfasst, sowie Schüler bis zum 16. Lebensjahr in einer Ganztagesschule betreut. Sie wird derzeit von etwa 350 Schülern besucht.

### Verkehr
Für den Autoverkehr ist Hawley durch die Autobahn M3 erschlossen, deren Ausfahrt 4 sich etwa 4 Kilometer (2 Meilen) südlich des Zentrums befindet. An Schultagen verbindet eine von der Stagecoach Group betriebene Buslinie den Ort mit Aldershot und Fox Lane. Die nächstgelegene Bahnstation befindet sich in Blackwater. Von hier verkehren Züge der Gesellschaft Great Western Railway im Halbstundentakt nach Redhill und zum Gatwick Airport oder nach Reading. In den Wäldern von Hawley findet man eine heute verlassene Landebahn.

## Persönlichkeiten
- John Lintorn Arabin Simmons (1821–1903), britischer Feldmarschall und Gouverneur von Malta starb in Hawley